# Association Sportive de Monaco Football Club 1960-1961
Questa voce raccoglie le informazioni riguardanti l'Association Sportive de Monaco Football Club nelle competizioni ufficiali della stagione 1960-1961.

## Stagione
Esordendo in campionato con sette vittorie consecutive, il Monaco entrò nel lotto delle candidate alla vittoria per il titolo; in seguito a un calo di rendimento la squadra venne superata dal RC France, concludendo il girone di andata con quattro punti di distacco sugli avversari. Recuperato lo svantaggio nel giro di poche giornate, durante tutto il girone di ritorno i monegaschi lottarono per il titolo assieme ai parigini, arrivando alla vigilia dell'ultima giornata a pari merito con gli avversari, che poche giornate prima avevano vinto lo scontro diretto. La vittoria per 1-0 in casa contro il Valenciennes e il contemporaneo pareggio del RC Parigi a Le Havre consegnò il primo titolo nazionale ai monegaschi.
In Coppa di Francia il Monaco, detentore della manifestazione, difese il titolo per due turni, venendo eliminato ai sedicesimi di finale dal club di seconda divisione del Roubaix-Tourcoing.

## Maglie e sponsor
Nella stagione 1960-1961 viene per la prima volta introdotto sulle maglie il motivo trinciato. Questa divisa andò inizialmente ad affiancarsi a quella tradizionale palato.
| Manica sinistra · Manica sinistra · Maglietta · Maglietta · Manica destra · Manica destra · Pantaloncini · Calzettoni | Manica sinistra · Manica sinistra · Maglietta · Maglietta · Manica destra · Manica destra · Pantaloncini · Calzettoni |

## Rosa
| N. |                    | Ruolo | Calciatore            |
| -- | ------------------ | ----- | --------------------- |
|    | Francia (bandiera) | P     | Yvan Garofalo         |
|    | Francia (bandiera) | P     | Henri Alberto         |
|    | Francia (bandiera) | P     | Jean-Claude Hernandez |
|    | Francia (bandiera) | D     | Henri Biancheri       |
|    | Francia (bandiera) | D     | Marcel Nowak          |
|    | Francia (bandiera) | D     | François Ludo         |
|    | Francia (bandiera) | D     | Raymond Kaelbel       |
|    | Francia (bandiera) | D     | Georges Thomas        |
|    | Francia (bandiera) | D     | Georges Casolari      |

| N. |                        | Ruolo | Calciatore           |
| -- | ---------------------- | ----- | -------------------- |
|    | Francia (bandiera)     | C     | André Hess           |
|    | Francia (bandiera)     | C     | Théodore Szkudlapski |
|    | Francia (bandiera)     | C     | Michel Hidalgo       |
|    | Francia (bandiera)     | C     | Lucien Cossou        |
|    | Francia (bandiera)     | C     | Claude Peretti       |
|    | Francia (bandiera)     | A     | Serge Roy            |
|    | Togo (bandiera)        | A     | Karimou Djibrill     |
|    | Paesi Bassi (bandiera) | A     | Bart Carlier         |

## Risultati

### Division 1

#### Girone di andata
| Arbitro: | Tricot |

|  |           |            |
|  | Marcatori | 32’ Cossou |

| Arbitro: | Barbéran |

|                                   |           |  |
| Carlier 28’ Théo 34’ Djibrill 59’ | Marcatori |  |

| Arbitro: | Blum |

|              |           |                                       |
| Lefèbvre 57’ | Marcatori | 12’, 19’ Théo 58’, 87’ Roy 80’ Cossou |

| Arbitro: | Raynard |

|              |           |  |
| Djibrill 67’ | Marcatori |  |

| Arbitro: | Mourat |

|  |           |              |
|  | Marcatori | 73’ Djibrill |

| Arbitro: | Guigue |

|                           |           |  |
| Biancheri 7’ Djibrill 78’ | Marcatori |  |

| Arbitro: | Bois |

|                                     |           |  |
| Glovacki 5’ Vincent 11’ Leblond 48’ | Marcatori |  |

| Arbitro: | Barbéran |

|                                                |           |           |
| Roy 20’, 21’ Carlier 55’ Théo 88’ Djibrill 88’ | Marcatori | 72’ Giner |

| 15 ottobre 1960 9ª giornata | Tolosa | 3 – 0 | Monaco |  |

| Principato di Monaco 19 ottobre 1960 10ª giornata | Monaco | 2 – 4 | Stade Français | Stadio Louis II |

| 23 ottobre 1960 11ª giornata | AS Troyes-Sav. | 0 – 1 | Monaco |  |

| 30 ottobre 1960 12ª giornata | Grenoble | 0 – 0 | Monaco |  |

| Principato di Monaco 1º novembre 1960 13ª giornata | Monaco | 2 – 2 | Le Havre | Stadio Louis II |

| 6 novembre 1960 14ª giornata | Valenciennes | 1 – 3 | Monaco |  |

| Principato di Monaco 11 novembre 1960 15ª giornata | Monaco | 3 – 0 | Rennes | Stadio Louis II |

| 13 novembre 1960 16ª giornata | Olympique Lione | 2 – 0 | Monaco |  |

| Principato di Monaco 19 novembre 1960 17ª giornata | Monaco | 3 – 0 | RC Paris | Stadio Louis II |

| 27 novembre 1960 18ª giornata | Lorraine | 4 – 0 | Monaco |  |

| Principato di Monaco 4 dicembre 1960 19ª giornata | Monaco | 2 – 0 | Sedan-Torcy | Stadio Louis II |

#### Girone di ritorno
| Principato di Monaco 18 dicembre 1960 20ª giornata | Sedan-Torcy | 4 – 1 | Monaco | Stadio Louis II |

| Principato di Monaco 24 dicembre 1960 21ª giornata | Monaco | 2 – 1 | Lens | Stadio Louis II |

| 1º gennaio 1961 22ª giornata | Rennes | 1 – 3 | Monaco |  |

| Principato di Monaco 8 gennaio 1961 23ª giornata | Monaco | 1 – 0 | Grenoble | Stadio Louis II |

| Principato di Monaco 22 gennaio 1961 24ª giornata | Monaco | 5 – 0 | AS Troyes-Sav. | Stadio Louis II |

| Principato di Monaco 29 gennaio 1961 25ª giornata | Monaco | 3 – 1 | Olympique Lione | Stadio Louis II |

| Principato di Monaco 5 febbraio 1961 26ª giornata | Monaco | 2 – 0 | Lorraine | Stadio Louis II |

| 19 febbraio 1961 27ª giornata | Stade Français | 1 – 1 | Monaco |  |

| 26 febbraio 1961 28ª giornata | Nîmes | 1 – 1 | Monaco |  |

| Principato di Monaco 12 marzo 1961 29ª giornata | Monaco | 2 – 0 | Stade Reims | Stadio Louis II |

| Principato di Monaco 19 marzo 1961 30ª giornata | Monaco | 3 – 1 | Tolosa | Stadio Louis II |

| Nizza 9 aprile 1961 31ª giornata | Nizza | 6 – 0 | Monaco | Stade Municipal du Ray |

| Principato di Monaco 29 aprile 1961 32ª giornata | Monaco | 3 – 2 | Limoges | Stadio Louis II |

| 3 maggio 1961 33ª giornata | Rouen | 2 – 3 | Monaco |  |

| 11 maggio 1961 34ª giornata | Angers | 1 – 4 | Monaco |  |

| 14 maggio 1961 35ª giornata | RC Paris | 3 – 0 | Monaco |  |

| Principato di Monaco 20 maggio 1961 36ª giornata | Monaco | 3 – 0 | Saint-Étienne | Stadio Louis II |

| 28 maggio 1961 37ª giornata | Le Havre | 1 – 1 | Monaco |  |

| Principato di Monaco 4 giugno 1961 38ª giornata | Monaco | 1 – 0 | Valenciennes | Stadio Louis II |

### Coppa di Francia
| Arbitro: | Wattiez |

|             |           |  |
| Carlier 55’ | Marcatori |  |

| Arbitro: | Machin |

|                         |           |        |
| Buge 26’ Devlaminck 47’ | Marcatori | 5’ Roy |

## Statistiche

### Statistiche di squadra
| Competizione     | Punti | In casa | In casa | In casa | In casa | In casa | In casa | In trasferta | In trasferta | In trasferta | In trasferta | In trasferta | In trasferta | Totale | Totale | Totale | Totale | Totale | Totale | DR  |
| Competizione     | Punti | G       | V       | N       | P       | Gf      | Gs      | G            | V            | N            | P            | Gf           | Gs           | G      | V      | N      | P      | Gf     | Gs     | DR  |
| ---------------- | ----- | ------- | ------- | ------- | ------- | ------- | ------- | ------------ | ------------ | ------------ | ------------ | ------------ | ------------ | ------ | ------ | ------ | ------ | ------ | ------ | --- |
| Division 1       | 57    | 19      | 17      | 1       | 1       | 48      | 12      | 19           | 9            | 4            | 6            | 29           | 30           | 38     | 26     | 5      | 7      | 77     | 42     | +35 |
| Coppa di Francia | -     | 1       | 1       | 0       | 0       | 1       | 0       | 1            | 0            | 0            | 1            | 1            | 2            | 2      | 1      | 0      | 1      | 2      | 2      | 0   |
| Totale           | -     | 20      | 18      | 1       | 1       | 49      | 12      | 20           | 9            | 4            | 7            | 30           | 32           | 40     | 27     | 5      | 8      | 79     | 44     | +35 |

### Andamento in campionato
| Giornata  | 1 | 2 | 3 | 4 | 5 | 6 | 7 | 8 | 9 | 10 | 11 | 12 | 13 | 14 | 15 | 16 | 17 | 18 | 19 | 20 | 21 | 22 | 23 | 24 | 25 | 26 | 27 | 28 | 29 | 30 | 31 | 32 | 33 | 34 | 35 | 36 | 37 | 38 |
| --------- | - | - | - | - | - | - | - | - | - | -- | -- | -- | -- | -- | -- | -- | -- | -- | -- | -- | -- | -- | -- | -- | -- | -- | -- | -- | -- | -- | -- | -- | -- | -- | -- | -- | -- | -- |
| Luogo     | T | C | T | C | T | C | C | T | C | T  | T  | T  | C  | T  | C  | T  | C  | T  | C  | T  | C  | T  | C  | C  | C  | C  | T  | T  | C  | C  | T  | T  | C  | T  | T  | C  | T  | C  |
| Risultato | V | V | V | V | V | V | V | P | P | P  | V  | N  | N  | V  | V  | P  | V  | V  | V  | P  | V  | V  | V  | V  | V  | V  | N  | N  | V  | V  | P  | V  | V  | V  | P  | V  | N  | V  |
| Posizione | 7 | 3 | 1 | 1 | 1 | 1 | 1 | 2 | 2 | 3  | 3  | 3  | 3  | 3  | 2  | 2  | 2  | 2  | 2  | 2  | 2  | 2  | 1  | 1  | 1  | 1  | 1  | 1  | 1  | 1  | 1  | 1  | 1  | 1  | 2  | 2  | 2  | 1  |

Fonte:  France » Ligue 1 1960/1961, su worldfootball.net.
Legenda:

Luogo: C = Casa; T = Trasferta. Risultato: V = Vittoria; N = Pareggio; P = Sconfitta.

### Statistiche dei giocatori
| Giocatore      | Division 1 | Division 1 | Coppa di Francia | Coppa di Francia | Totale   | Totale |
| Giocatore      | Presenze   | Reti       | Presenze         | Reti             | Presenze | Reti   |
| -------------- | ---------- | ---------- | ---------------- | ---------------- | -------- | ------ |
| H. Alberto     | 5          | -?         | 0                | -0               | 5        | -0+    |
| H. Biancheri   | 37         | 2          | 1                | 0                | 38       | 2      |
| B. Carlier     | 33         | 8          | 1                | 1                | 34       | 9      |
| G. Casolari    | 10         | 1          | 2                | 0                | 12       | 1      |
| L. Cossou      | 24         | 18         | 1                | 0                | 25       | 18     |
| K. Djibrill    | 27         | 8          | 0                | 0                | 27       | 8      |
| Y. Garofalo    | 31         | -?         | 2                | -?               | 33       | -?     |
| J.C. Hernandez | 2          | -?         | 0                | -0               | 2        | -0+    |
| A. Hess        | 27         | 10         | 1                | 0                | 28       | 10     |
| M. Hidalgo     | 33         | 5          | 2                | 0                | 35       | 5      |
| R. Kaelbel     | 26         | 4          | 2                | 0                | 28       | 4      |
| F. Ludo        | 37         | 0          | 1                | 0                | 38       | 0      |
| M. Nowak       | 34         | 0          | 2                | 0                | 36       | 0      |
| C. Peretti     | 0          | 0          | 0                | 0                | 0        | 0      |
| S. Roy         | 32         | 12         | 2                | 1                | 34       | 13     |
| Théo           | 37         | 8          | 1                | 0                | 38       | 8      |
| G. Thomas      | 23         | 0          | 2                | 0                | 25       | 0      |